# ЛМ-68
ЛМ-68 — радянський чотиривісний трамвайний вагон. Перший прототип вагона ЛМ-68 був побудований на ленінградському ВАРЗі в 1968 році. Серійний випуск почався в тому ж році і тривав до 1974 року, коли ЛМ-68 був замінений у виробництві своєю вдосконаленою версією ЛМ-68М. Через наявність дахового скління вагон отримав неофіційне прізвисько «Акваріум».
Трамваї ЛМ-68 працювали в Ленінграді, Ташкенті, Горькому, Магнітогорську, Архангельську, Нижньому Тагілі, Саратові, Самарі, Череповці та Теміртау.

## Історія
До кінця 1960-х зрослі пасажиропотоки вимагали збільшення місткості трамвайних поїздів. Поряд із розробкою та будівництвом шарнірно-зчленованих вагонів, що складаються з двох кузовів із загальним салоном, активно розглядалася ідея створення багатовагонних поїздів із класичних чотиривісних вагонів. Такий підхід дозволив збільшувати місткість поїзда на лінії без реконструкції трамвайних депо. У цей час Ризький вагонобудівний завод активно будував вагони з непрямою системою управління. Вона дала можливість за деяких змін у системі управління експлуатувати поїзди з кількох моторних вагонів.
У 1967 році був підготовлений проєкт чотиривісного трамвайного вагона з несучим зварним кузовом, який отримав позначення ЛМ-68. Новий трамвай розроблявся під керівництвом головного конструктора Б. М. Кулакова. Вагон обладнали непрямою реостатною системою управління, в якій використовувалися вузли та агрегати, аналогічні встановленим на дослідних трамвайних вагонах ЛВС-66 і КТМ-5М. Експериментальний вагон був виготовлений в 1968 році в дещо зміненому кузові ЛМ-67. Зовнішні відмінності полягали у зміні лобового маршрутного покажчика та даху в районі торцевих частин. Поряд із дослідним вагоном ЛВС-66 № 1003, перший ЛМ-68 демонструвався на міжнародній виставці «Інтерпобутмаш-68», проведеній 1968 року в Сокільниках. У тому ж році було збудовано 3 вагони ЛМ-68 у кузові, уніфікованому з ЛВС-66. Перші вагони надійшли в парк імені Коняшина міста Ленінграду, де почали експлуатуватися на маршруті № 3.
Серійний випуск ЛМ-68 розпочався 1969 року, тоді було виготовлено 24 вагони. З 1970 року ВАРЗ повністю перейшов на випуск ЛМ-68, тоді ж почалися постачання цих вагонів до інших міст Союзу. У 1969 році були проведені перші дослідні поїздки поїзда з трьох вагонів ЛМ-68, перша дослідна експлуатація з пасажирами почалася в 1973 на 52-му маршруті в трампарку Котлякова. Наприкінці 1970-х років в експериментальному порядку один із вагонів був обладнаний тиристорно-імпульсною системою керування. В експлуатації вагон перебував до 1993 року, коли його було передано до музею, де знову отримав стандартну РКСУ.
Випуск ЛМ-68 продовжувався до 1976 року, коли його витіснила нова модель ЛМ-68М. Пов'язано це було, в першу чергу, з недостатньою міцністю каркаса та кузова. Всього було випущено 663 вагони ЛМ-68, з них 70 для Ташкента, 61 для Магнітогорська, 57 для Саратова, 56 для Архангельська, 55 для Горького, 11 для Череповця, 5 для Нижнього Тагілу і 1 вагон Теміртау. На базі ЛМ-68 було збудовано кілька рейкошліфувальних вагонів.
У Ленінграді останні вагони ЛМ-68 було знято з пасажирської експлуатації 1988 року. Основною причиною такого малого терміну служби цієї моделі трамвая став низький запас міцності біля рами та каркаса кузова. У деяких вагонів після кількох років експлуатації спостерігалися відхилення від геометрії кузова в районі переднього та заднього майданчиків. Надалі це спричинило розробку та виробництво наступної моделі ЛМ-68М з простішим і надійним кузовом.

## Технічні подробиці
ЛМ-68 — односторонній трамвай колії 1524 мм. Кузов — високопідлоговий, суцільнометалевий на несучій рамі, спирається на два двовісні моторні візки мостового типу з одинарним підвішуванням колісних пар. Система управління струмом через них — непряма реостатно-контакторна. На вагоні № 6249 випробовувалась і тиристорно-імпульсна система управління. Гальмування електродинамічне, тяговим електродвигуном. Для гальмування використовується барабанно-колодкове гальмо з пневмоприводом. Присутні і магніторейкові гальма. Вагон має 35 місць і здатний перевозити 195 пасажирів з повним навантаженням. Розміри ЛМ-68 складають: 15000 мм загальна довжина, 2550 мм ширина і 3150 мм висота; загальна вага без пасажирів 19 тонн. Вагон здатний працювати за системою багатьох одиниць (СБО).

## Збережені екземпляри

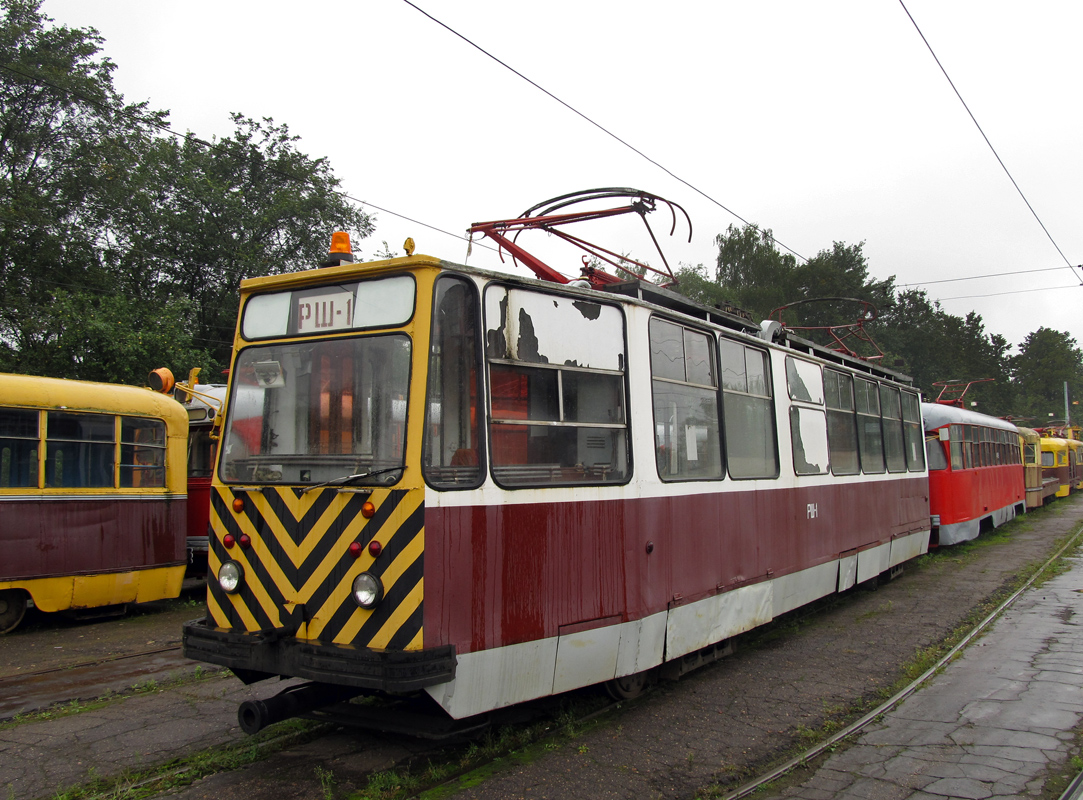
ЛМ-68 в Вітебську

Пасажирський ЛМ-68 зберігся до наших днів тільки один, це ходовий вагон в Музеї міського електротранспорту в Санкт-Петербурзі. Також у Саратові знаходиться кузов ЛМ-68, що використовується як сарай. Зі службових до недавнього часу на базі кузова ЛМ-68 значився в Києві (РШЛ-1, списаний у 2009 році, утилізований у 2014) та в Харкові (РШ-004) як сарай.

## Світлини

### Галерея

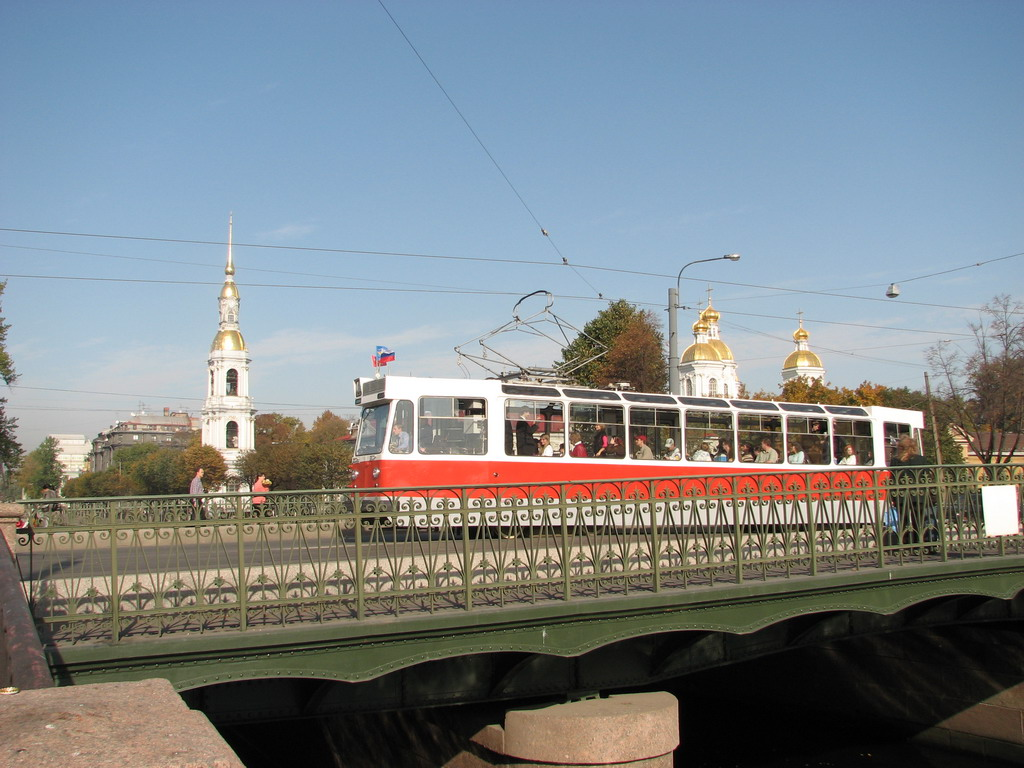
ЛМ-68 в Санкт-Петербурзі
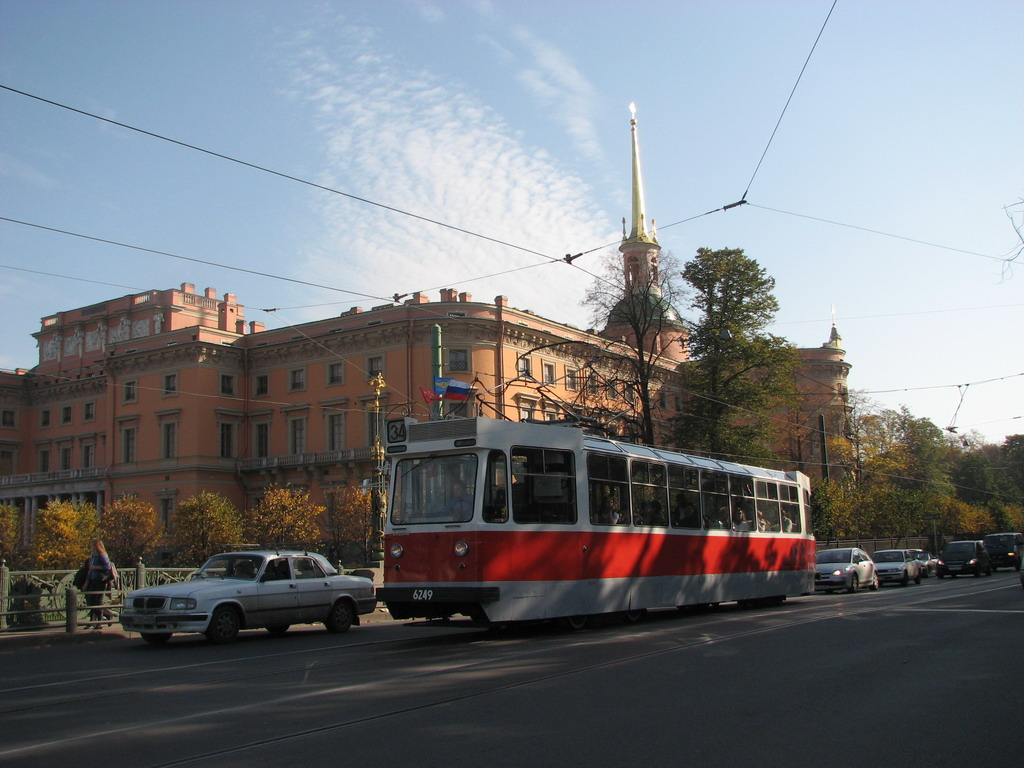
ЛМ-68 в Санкт-Петербурзі
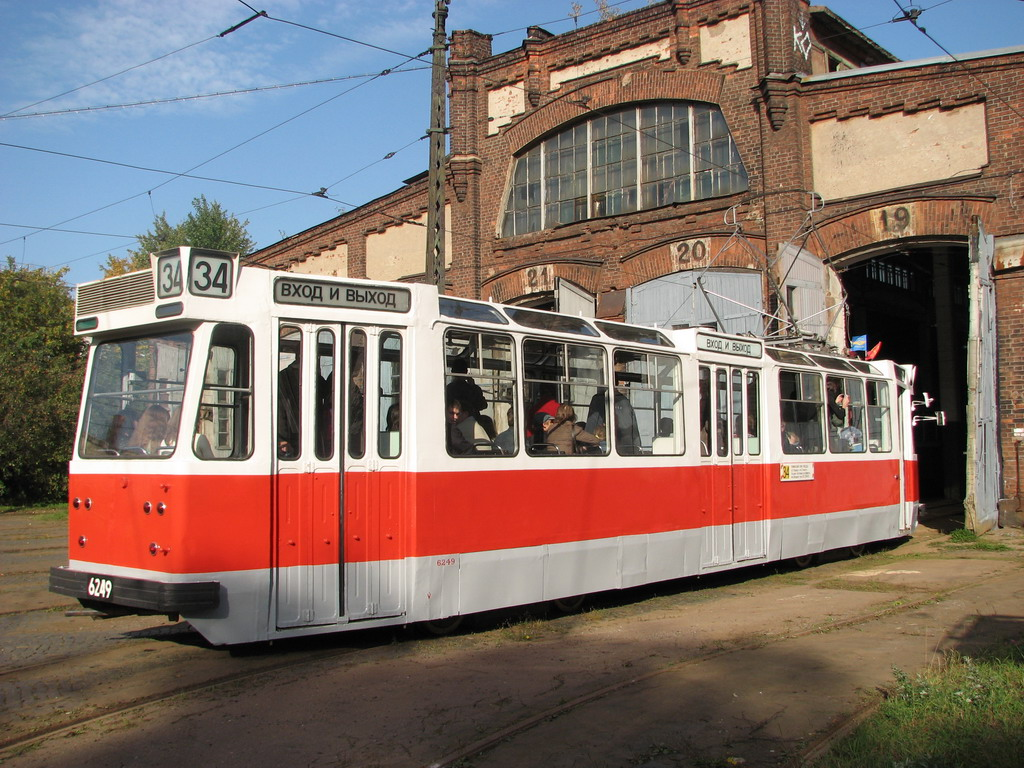
ЛМ-68 в Санкт-Петербурзі, вид ззаду
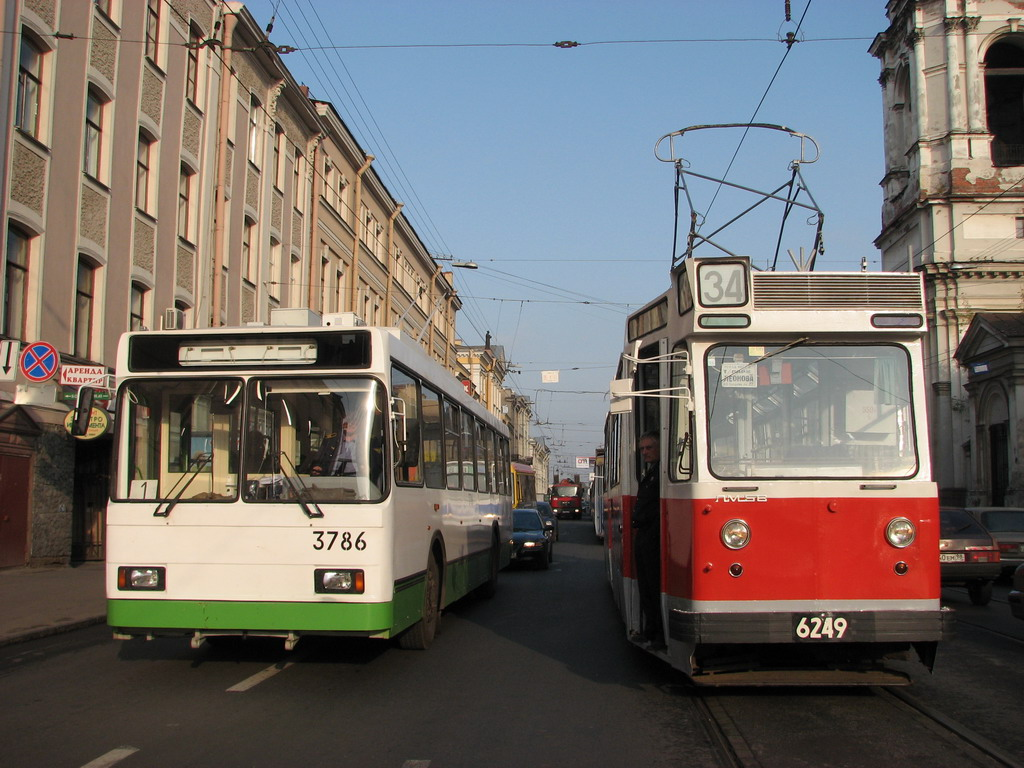
ЛМ-68 в Санкт-Петербурзі
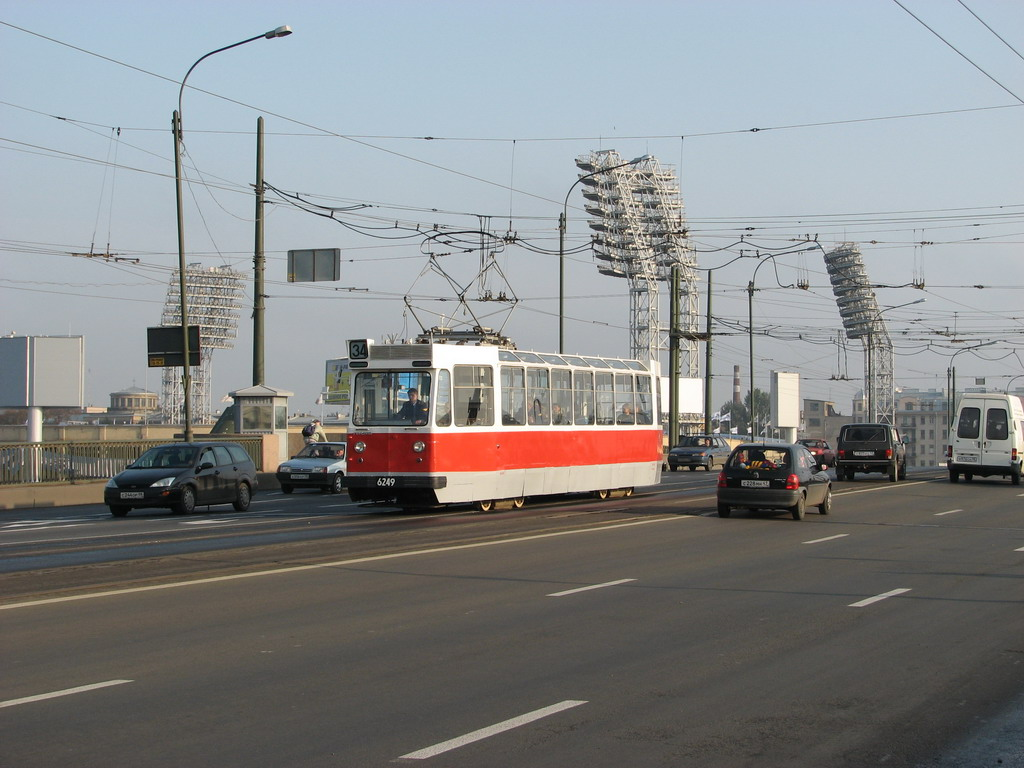
ЛМ-68 в Санкт-Петербурзі
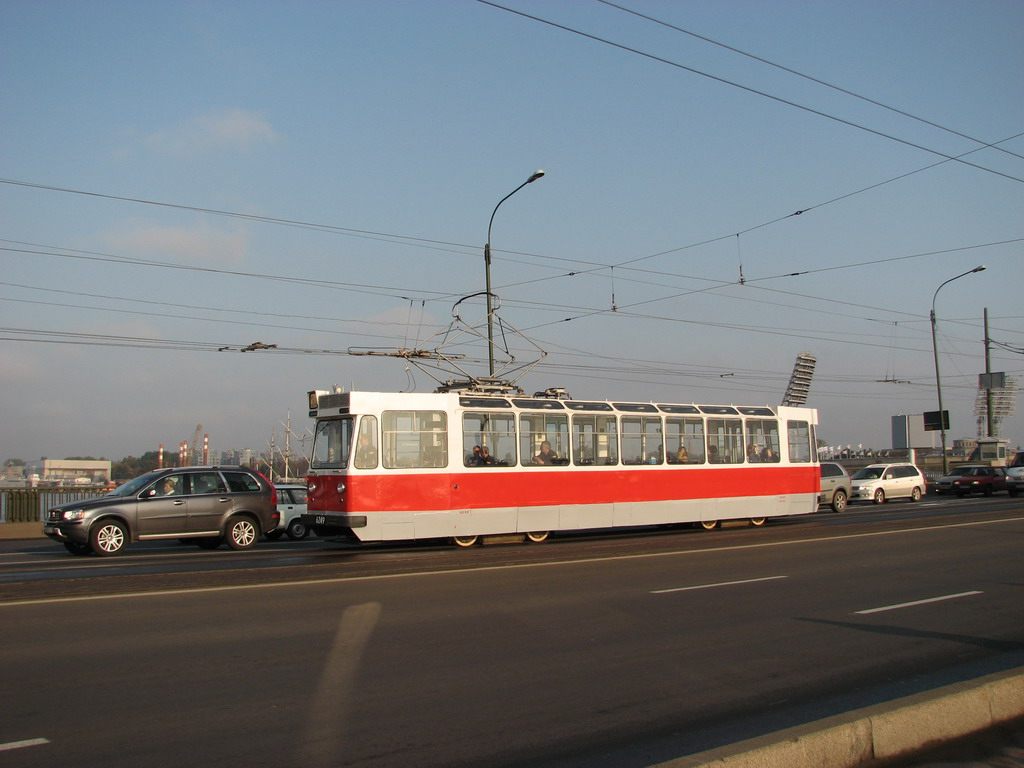
ЛМ-68 в Санкт-Петербурзі
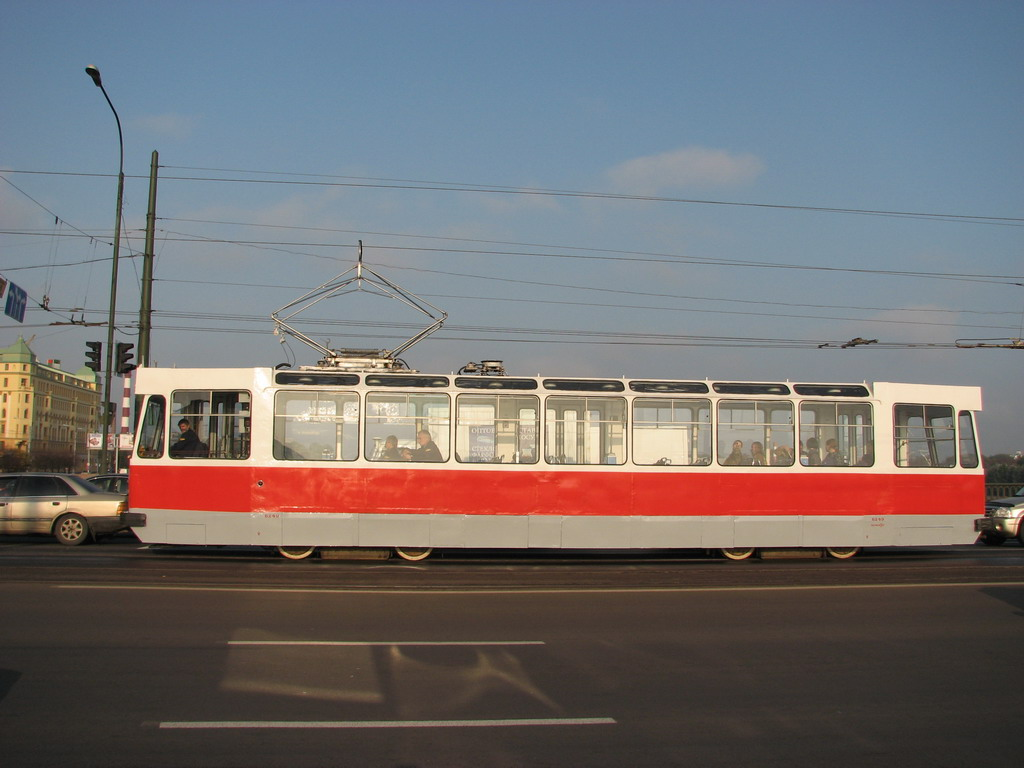
ЛМ-68 в Санкт-Петербурзі
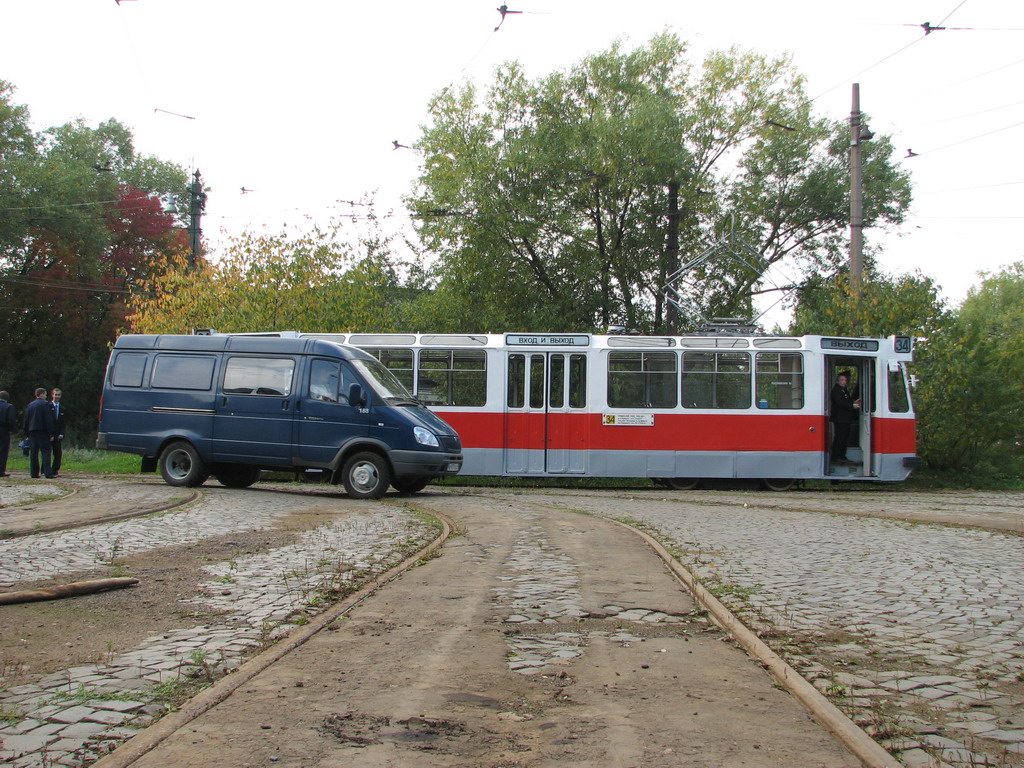
ЛМ-68 в Санкт-Петербурзі
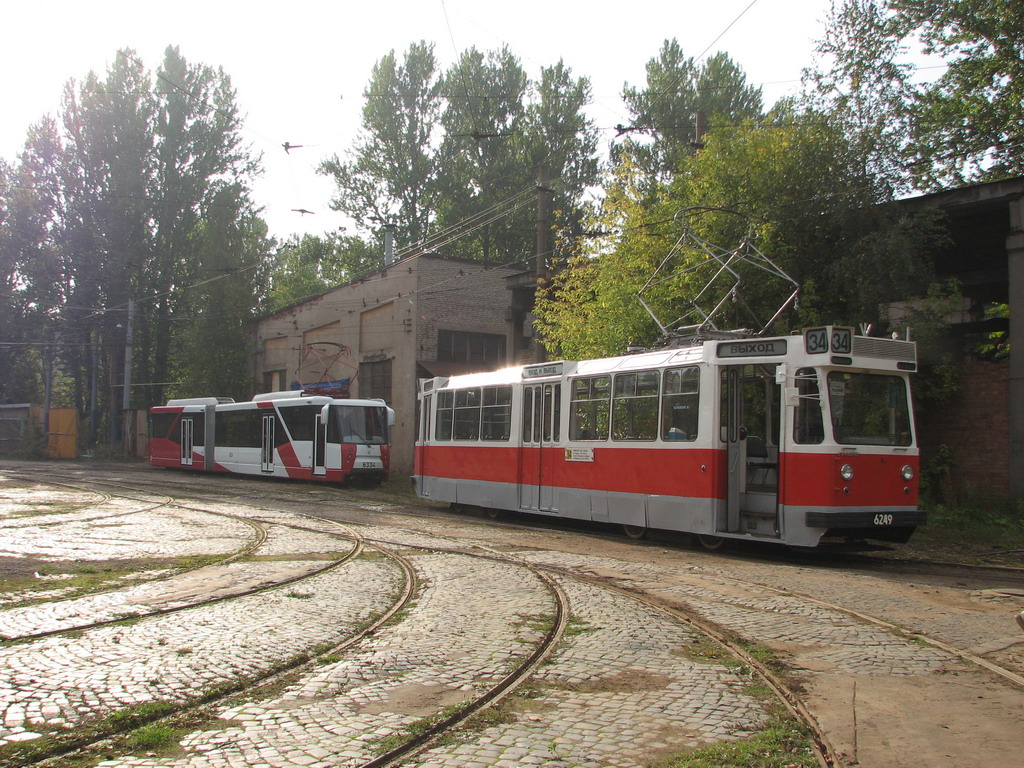
ЛМ-68 в Санкт-Петербурзі